# Патагонский филодриас
Патагонский филодриас (лат. Philodryas patagoniensis) — вид змей из семейства ужеобразных.

## Описание

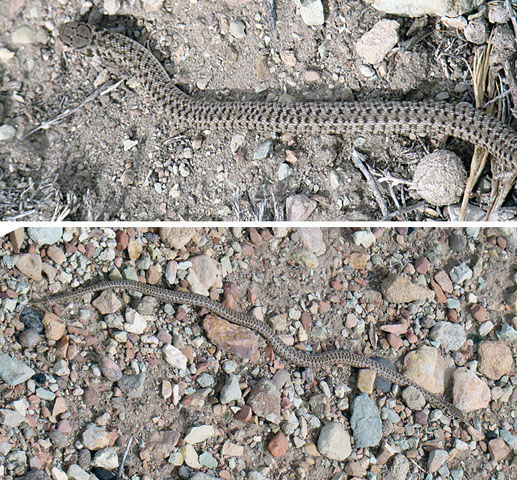
Philodryas patagoniensis

Патагонский филодриас является ядовитой змеёй. Достигает 150 см. Окраска в матовых зелёных тонах с тёмными полосами, рисунок и цвет которых отличается большим разнообразием. Брюхо белое.

## Ареал и местообитание
Патагонский филодриас встречается в Бразилии, Боливии, Уругвае, Парагвае и Аргентине. Самая распространённая змея на северо-востоке Аргентины. Как правило, проводит время под камнями и поваленными деревьями. Агрессивный вид.